# Jocelyne Baillot
Jocelyne Baillot, née le 18 mars 1965 à Metz, est une joueuse de handball internationale française. Elle évoluait au poste de gardienne de but.

## Biographie
Elle est appelée pour la première fois en équipe de France en septembre 1987.
En 2015, elle est nommée avec Lenka Černá et Irina Popova dans l'élection de la meilleure gardienne du Metz Handball.

## Palmarès

### En club
compétitions nationales
- championne de France en 1989, 1990 et 1993
- vainqueur de la coupe de France en 1990[5]
  - finaliste en 1987, 1992 et 1993
- championne de France de Division 2 en 1986[6].